# Chronik des Fünften Dalai Lama
| Tibetische Bezeichnung                                                   |
| ------------------------------------------------------------------------ |
| Tibetische Schrift: བོད་ཀྱི་དེབ་ཐེར་དཔྱིད་ཀྱི་རྒྱལ་མོའི་གླུ་དབྱངས                        |
| Wylie-Transliteration: bod kyi deb ther dpyid kyi rgyal mo'i glu dbyangs |
| Chinesische Bezeichnung                                                  |
| Vereinfacht: 西藏王臣记                                                  |
| Pinyin:Xizang wang chen ji                                               |

Die sogenannte Chronik des Fünften Dalai Lama (tib. bod kyi deb ther) stammt vom 5. Dalai Lama Ngawang Lobsang Gyatsho (1617–1682). Sie wurde 1643 verfasst, ein Jahr nachdem er in Samzhubzê den Thron als Herrscher von Zentraltibet bestiegen hatte. Sie ist 113 Seiten lang.
Die Chronik berichtet über die Geschichte der Könige von Tibet und die Ursprünge des Buddhismus in Tibet. Sie enthält wichtige Informationen zu Aufstieg und Fall der Phagmodrupa-Dynastie und zur Gelug-Schule.